# 超操院
超操院（ちょうそういん、生年不明 - 寛政12年3月9日（1800年4月2日））は、江戸時代の女性で、第11代将軍・徳川家斉の側室。俗名は里尾、利尾。

## 生涯
書院番士・朝比奈矩春の娘として生まれる。
寛政6年（1794年）に本丸御次として大奥に入り、中﨟となる。寛政10年（1798年）に家斉との間に五女・格姫を出産するが、翌年の寛政11年（1799年）に早世する。
寛政12年（1800年）3月9日、死去。戒名は超操院暁岳慧雲大姉。